# Comuna Izumrudnivskîi, Djankoi
Izumrudnivskîi (în ucraineană Ізумруднівський) este o comună în raionul Djankoi, Republica Autonomă Crimeea, Ucraina, formată din satele Dmîtrivka, Izumrudnivskîi (reședința), Kalînivka, Miciurinivka, Novostepove și Ovoceve.

## Demografie
Componența lingvistică a comunei Izumrudnivskîi
     Rusă (73,01%)
     Ucraineană (12,93%)
     Tătară crimeeană (11,35%)
     Alte limbi (0,51%)
Conform recensământului din 2001, majoritatea populației comunei Izumrudnivskîi era vorbitoare de rusă (73,01%), existând în minoritate și vorbitori de ucraineană (12,93%) și tătară crimeeană (11,35%).